# Vernon Shaw
Vernon Shaw (Roseau, 13 de mayo de 1930 - Roseau, 2 de diciembre de 2013) fue el quinto presidente de Dominica, desde el 6 de octubre de 1998 hasta el 1 de octubre de 2003.
Shaw fue alumno de Dominica Grammar School y de Trinity College, Oxford. Siguió la carrera de funcionario, en la que alcanzó el puesto de Secretario del Gabinete en 1977, y se jubiló en 1990.
Fue elegido para el cargo quinquenal de Presidente de Dominica el 2 de octubre de 1998, como candidato del Partido Unido de los Trabajadores. Tomó posesión de su cargo el 6 de octubre de 1998 en sustitución de Crispin Sorhaindo.
Falleció el 2 de diciembre de 2013 a los 83 años de edad. 